# Bondjämnaren
Bondjämnaren är en sjö i Rättviks kommun i Dalarna och ingår i Dalälvens huvudavrinningsområde. Sjön har en area på 0,253 kvadratkilometer och ligger 283,3 meter över havet.

## Delavrinningsområde
Bondjämnaren ingår i det delavrinningsområde (681111-146602) som SMHI kallar för Mynnar i Bondjämnaren. Medelhöjden är 290 meter över havet och ytan är 0,87 kvadratkilometer. Räknas de 2 avrinningsområdena uppströms in blir den ackumulerade arean 13,74 kvadratkilometer. Vattendraget som avvattnar avrinningsområdet har biflödesordning 4, vilket innebär att vattnet flödar genom totalt 4 vattendrag innan det når havet efter 406 kilometer. Avrinningsområdet består mestadels av skog (71 procent). Avrinningsområdet har 0,25 kvadratkilometer vattenytor vilket ger det en sjöprocent på 29,1 procent.